# (47077) Yuji
(47077) Yuji (1998 YC1) – planetoida z grupy pasa głównego asteroid okrążająca Słońce w ciągu 5,68 lat w średniej odległości 3,18 j.a. Odkryta 16 grudnia 1998 roku.